# Hypoxis colliculata
Hypoxis colliculata är en enhjärtbladig växtart som beskrevs av Sánchez-ken. Hypoxis colliculata ingår i släktet Hypoxis och familjen Hypoxidaceae. Inga underarter finns listade i Catalogue of Life.